# بير إكلوند (لاعب هوكي الجليد)
بير إكلوند (بالسويدية: Per Eklund)‏ هو لاعب هوكي الجليد سويدي، ولد في 9 يوليو 1970 في مقاطعة سولنتونا ‏ في السويد.

## وصلات خارجية
- بير إكلوند على موقع دوري الهوكي الوطني (الإنجليزية)
- بير إكلوند على موقع EliteProspects.com (الإنجليزية)
- بير إكلوند على موقع Eurohockey.com (الإنجليزية)
- بير إكلوند على موقع HockeyDB.com (الإنجليزية)